# BI-2701
Se denomina  BI-2701  a la carretera que une Musques con Valmaseda por Sopuerta. Comienza en la  BI-630  en el barrio de Malabrigo y recorre el municipio de Sopuerta de sur a norte hasta desembocar en la  N-634  en El Crucero (San Juan de Musques). Del cruce de Cotarros, a mitad de camino entre Mercadillo y La Baluga, parte un ramal que por el puerto de Las Muñecas se dirige a Castro-Urdiales denominado  BI-3601 / CA-250 .

## Trazado
| Velocidad              | Esquema | Carretera que enlaza                                    |
| ---------------------- | ------- | ------------------------------------------------------- |
|                        |         | El Crucero (Musques) N-634 Gallarta - El Haya           |
|                        |         | Santelices (Musques)                                    |
|                        |         | BI-4602 Montellano (Galdames)                           |
|                        |         | BI-3632 Galdames - Güeñes                               |
|                        |         | BI-3603 La Baluga - Castro Urdiales                     |
|                        |         | BI-3631 San Esteban (Galdames) - Güeñes                 |
|                        |         | BI-3601 La Baluga - Las Muñecas - Castro Urdiales       |
|                        |         | Mercadillo BI-3601 Lasbarrietas - Traslaviña - Carranza |
|                        |         | El Carral BI-3611 Beci - La Herbosa - Traslaviña        |
|                        |         | Alto de Avellaneda (261 m)                              |
| BI-4612 Avellaneda     |         |                                                         |
|                        |         | Retola                                                  |
| BI-3602 Zalla - Bilbao |         |                                                         |
|                        |         | BI-630 Valmaseda - Carranza - Ramales                   |